# Dancing Undercover
Albums de Ratt
Invasion of Your Privacy
(1985) Reach For the Sky
(1988)
Dancing Undercover est le 3e album studio du groupe américain Ratt sorti le 9 août 1986.
Le titre Body Talk est utilisé pour le film d'Eddie Murphy, The Golden Child.

## Titres
1. Dance - 4:17 - (Pearcy, Crosby, DeMartini, Hill)
2. One Good Lover - 3:06 - (Pearcy, Crosby)
3. Drive Me Crazy - 3:42 - (Pearcy, Crosby, DeMartini, Blotzer)
4. Slip of the Lip - 3:15 - (Pearcy, DeMartini, Croucier)
5. Body Talk - 3:44 - (Pearcy, DeMartini, Croucier)
6. Looking For Love - 3:09 - (Pearcy, Crosby, Croucier)
7. Seventh Avenue - 3:11 - (Pearcy, DeMartini, Croucier)
8. It Doesn't Matter - 3:08 - (Pearcy, Croucier)
9. Take a Chance - 4:00 - (Pearcy, DeMartini, Croucier)
10. Enough Is Enough - 3:23 - (Pearcy, Crosby, DeMartini, Croucier)

## Crédits

### Composition du groupe
- Stephen Pearcy: Chants
- Warren De Martini: Guitare
- Robbin Crosby: Guitare
- Juan Croucier: Basse
- Bobby Blotzer: Batterie